# Robert Grimm

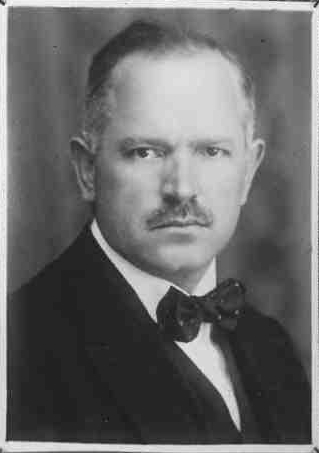
Robert Grimm (ca. 1930)

Robert Grimm (* 16. April 1881 in Wald ZH; † 8. März 1958 in Bern) war ein sozialdemokratischer Schweizer Politiker und Publizist. Er war die treibende Kraft des Landesstreiks von 1918 und gilt als eine der entscheidenden Figuren der schweizerischen Arbeiterbewegung.

## Biografie

Abhörprotokoll eines Telefonats zwischen Robert Grimm und Ernst Nobs vom 8. November 1918

Der Arbeitersohn und gelernte Buchdrucker und Typograf trat 1899 der Sozialdemokratischen Partei der Schweiz (SPS) bei. Er begab sich nach dem Berufsabschluss auf Handwerks-Wanderschaft durch Europa und weilte 1905–1906 in Berlin. Nach der Rückkehr in die Schweiz sei er in zwei Betrieben in Pruntrut und Bern je nach kurzer Zeit wegen seiner Agitation entlassen worden. Von 1908 bis 1918 war er mit Rosa Grimm verheiratet. 1909 wurde Grimm Chefredaktor der Berner Tagwacht, die er zum Kampfblatt der Arbeiterschaft machte. Grimm vertrat die SP auf Kongressen der Zweiten Internationale. Nach deren Zerfall infolge der Burgfriedenspolitik zu Beginn des Ersten Weltkriegs organisierte er die internationalen sozialistischen Kongresse von Zimmerwald (1915) und Kiental (1916), um die sozialistischen Kräfte Europas neu zu bündeln. Grimm trat dabei gegen die Burgfriedenspolitik ein und befürwortete die Fortführung des Klassenkampfes und des Antimilitarismus durch die Arbeiterschaft, um die kriegführenden Staaten zum Frieden zu zwingen. Während des Ersten Weltkrieges wurde Grimm durch seine politische Position und seine internationalen Kontakte zu einer der führenden Figuren der Arbeiterbewegung in der Schweiz und in Europa. Mit dem in der Schweiz im Exil lebenden Lenin verstand er sich nicht besonders gut – er lehnte dessen Überzeugung ab, dass eine Veränderung der Gesellschaft nur auf dem Weg der Gewalt möglich sei. Trotzdem organisierte er die Reise Lenins im plombierten Wagen nach Petrograd mit. Eine Woche nach Lenin reiste er selber nach Russland und musste feststellen, dass er dort keinen Einfluss nehmen konnte. Sein gescheiterter Versuch, im Sinne des Zimmerwalder Pazifismus eine Friedenslösung herbeizuführen, wurde bekannt und hatte innenpolitische Konsequenzen (sog. Grimm-Hoffmann-Affäre).
1918, im letzten Kriegsjahr, erfolgte auf Grimms Initiative die Gründung des Oltener Aktionskomitees, dessen Präsident er wurde. In dieser Funktion war Grimm die treibende Kraft bei der Organisation des Landesgeneralstreiks vom 12. bis 14. November 1918. Brisanterweise wurden am 8. November 1918, im Vorfeld des Landesgeneralstreiks, Telefongespräche zwischen Robert Grimm und Ernst Nobs sowie weiterer Beteiligter abgehört. Der Massenstreik war für Grimm das proletarische Kampfmittel par excellence. Obwohl dem Oltener Aktionskomitee weder eine bolschewistische Beeinflussung noch die Planung eines Umsturzes nachgewiesen werden konnte, wurden Grimm und zwei seiner Mitstreiter zu je sechs Monaten Gefängnis verurteilt, unter dem Vorwurf der Anstiftung zur Meuterei. In dieser Zeit, die er auf Schloss Blankenburg, dem in der Gemeinde Zweisimmen gelegenen Amtssitz des Bezirkes Obersimmental, absass, schrieb er sein Buch «Die Schweiz in ihren Klassenkämpfen». Wofür der Staat ihn strafte, das lohnte ihm die Arbeiterschaft: Von 1911 bis 1919 und von 1920 bis 1955 sass der «Klassenkämpfer» als Vertreter der Arbeiter im schweizerischen Nationalrat. Nach dem Anschluss Österreichs unterstützte Grimm die Proklamation des Bundesrates und der Fraktionen betreffend die Neutralität der Schweiz.
Das Militärkassationsgericht rehabilitierte ihn 1943. Robert Grimm stand während des Zweiten Weltkrieges als Chef dem Kriegswirtschaftlichen Amt für Kraft und Wärme vor.
Robert Grimm gehörte innerhalb der SP dem marxistischen Zentrum zwischen dem radikalen und dem reformistischen Flügel an. Unter seinem Einfluss lehnte die SP 1920 auch den Beitritt zur Dritten Internationale ab, was die Abspaltung des revolutionären Flügels und die Gründung der Kommunistischen Partei der Schweiz zur Folge hatte. Als Verfasser des Parteiprogramms von 1935 schliesslich machte er die Sozialdemokratie durch die Absage an die proletarische Diktatur und die Bejahung der Landesverteidigung regierungstauglich.

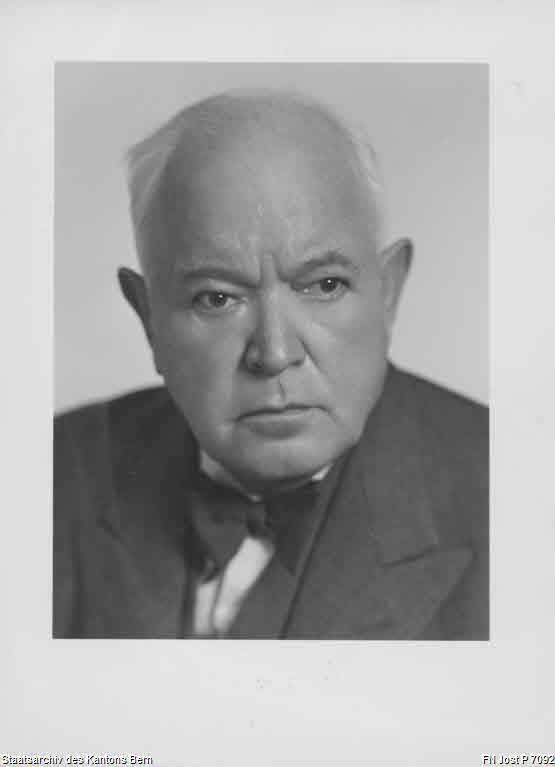
Robert Grimm (1949)

Mit seiner Politik, die sich stets für eine sozialistische Alternative einsetzte, hat Grimm den Schweizer Sozialstaat massgeblich mitgeprägt. «Als grossartiger Redner», urteilt der Historiker Karl Lang, «verkörperte er in positivem Sinne den Volkstribun.» Vielleicht wurde er gerade darum nie in den Bundesrat gewählt.

## Politische Ämter
- 1907–1909 Grossrat von Basel-Stadt (Kantonsparlament)
- 1909–1918 Berner Stadtrat (Stadtparlament)
- 1910–1938 Berner Grossrat (Kantonsparlament)
- 1918–1938 Berner Gemeinderat (Stadtregierung)
- 1938–1946 erster sozialdemokratischer Berner Regierungsrat (Kantonsregierung)
- 1911–1919 Nationalrat (für den Kanton Zürich)
- 1920–1955 Nationalrat (für den Kanton Bern)
- 1926 Vizepräsident des Nationalrats
- 1946 Nationalratspräsident
- 1911–1943 Präsident der SP des Kantons Bern (Geschäftsleitungsmitglied bis 1958)
- 1915–1917 und 1919–1936 Mitglied der Geschäftsleitung der SP Schweiz
- 1936–1945 Präsident der sozialdemokratischen Fraktion

(Quelle: Peter Stettler, Historisches Lexikon der Schweiz, siehe Literatur)

## Wahrnehmung
Grimm war aus rechter Perspektive lange ein rotes Tuch, und durch seine Rolle im Landesstreik wurde er auch in allerhand Verschwörungstheorien eingebaut. Dabei wurde etwa behauptet, Grimm habe von Lenin (zu dem er in Wirklichkeit ein sehr gespanntes Verhältnis hatte) persönlich Instruktionen für den Landesstreik als Anfang einer kommunistischen Revolution in der Schweiz erhalten, die ihrerseits Teil einer jüdisch-bolschewistischen Weltverschwörung gewesen sei. Solche Legenden tauchten schon vor dem Landesstreik auf und hielten sich teilweise bis in die 60er Jahre. Sie stützten sich wesentlich auf vom exilrussischen Schriftsteller, Übersetzer und Agenten der französischen Regierung Serge Persky gefälschte Dokumente. Als Grimm 1926 zum ersten Mal als Nationalratspräsident kandidierte, setzte aus rechten Kreisen ein massives Kesseltreiben ein. Ab Mitte der 30er Jahre verbesserte sich in Teilen der Rechten aber der Blick auf Grimm. Im Kanton Bern war es die Bauern-, Gewerbe- und Bürgerpartei, die sich für ein Ende der rein bürgerlichen Kantonsregierung aussprach, aus Furcht vor einem oppositionellen Bündnis aus der erstarkten Sozialdemokratie und abtrünnigen Landwirtschaftskreisen. Dies ermöglichte Grimm 1938 die Wahl als erster sozialdemokratischer Regierungsrat im Kanton Bern. 1946 wurde Grimm dann doch noch Nationalratspräsident, auch mit den Stimmen von vielen Rechten. Erst 2018 griff Christoph Blocher im Vorfeld des 100. Jahrestags des Landesstreiks die alten Legenden über den «kommunistischen» Revolutionär Grimm wieder auf und dichtete diesem eine führende Rolle bei der russischen Revolution sowie die Absicht der Umgestaltung der Schweiz nach sowjetischem Vorbild an.

## Schriften (Auswahl)
- Von meiner Gesellenwanderung (1900–1902, Manuskript) (Herausgegeben und kommentiert von Andreas Berz und Bernard Degen. Chronos, Zürich 2025, ISBN 978-3-03-401805-0).
- Revolution und Massenaktion. Herausgegeben von der Geschäftsleitung der Sozialdemokratischen Partei der Schweiz,  Bern 1919. (Digitalisat, pdf 4.65 MB, abgerufen am 8. Oktober 2023).
- Der Landesstreik-Prozeß gegen die Mitglieder des Oltener Aktionskomitees vor dem Militärgericht III vom 12. März bis 9. April 1919. Mit einem Vorwort von Robert Grimm. 2 Bde. Unionsdruckerei, Bern 1919.
- Geschichte der Schweiz in ihren Klassenkämpfen. Unionsdruckerei, Bern 1920; Nachdruck: Limmat-Verlag, Zürich 1976, ISBN 3-85791-003-8.
- Bildung und Klassenkampf. Verlag des Schweizerischen Arbeiterbildungsausschusses, Bern 1921.
- Geschichte der sozialistischen Ideen in der Schweiz. Oprecht & Helbling, Zürich 1931; Nachdruck: Limmat-Verlag, Zürich 1978, ISBN 3-85791-012-7.
- Unser Kampf gegen Reaktion und Fronten: Parteitagsrede des Genossen Robert Grimm gehalten am 22. Oktober 1933. Bern: Sozialdemokratische Partei des Kantons Bern 1933.

## Film
- Hansjürg Zumstein: Generalstreik 1918 – die Schweiz am Rande eines Bürgerkrieges. Dokufiktion, SRF 2018, 92 Minuten.